# Paraphlegopteryx nigropunctata
Paraphlegopteryx nigropunctata is een schietmot uit de
familie Lepidostomatidae. De soort komt voor in het Oriëntaals gebied.